# Mulatte

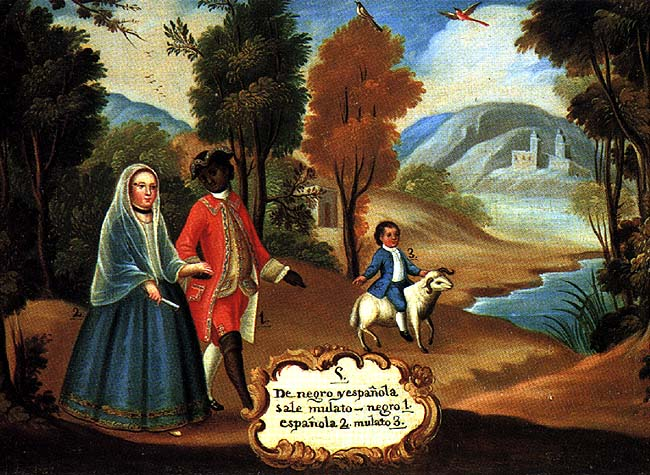
Gemälde von Miguel Cabrera, 18. Jahrhundert, Neuspanien.
Text: „Aus einem Schwarzen und einer Spanierin entsteht ein Mulatte – Schwarzer 1. Spanierin 2. Mulatte 3.“

Mulatte ist eine Bezeichnung für einen Menschen, dessen Vorfahren (insbesondere die Eltern) teils zur schwarzen, teils zur weißen Rasse gerechnet wurden. Das Wort beruht damit auf einer unwissenschaftlichen rassentheoretischen Einteilung und gilt heute als diskriminierend und kolonialistisch.

## Etymologie
Die Bezeichnung Mulatte geht auf das spanische Wort mulato zurück, das die Konquistadoren und ihre Nachfolger aus der spanischen und mestizisch-kreolischen Oberschicht in den spanischen Kolonien der Neuen Welt verwendeten, um Nachkommen „gemischter“, in der Regel spanisch-afrikanischer Herkunft zu bezeichnen. Es wurde im 16./17. Jahrhundert ins Deutsche übernommen. Für den Ursprung des Wortes sind verschiedene Erklärungen zu finden.
1. In der Orientalistik[6] wurde in Anlehnung an spanische Sprachwissenschaftler des 19. Jahrhunderts[7] oft das arabische Wort muwallad als sprachliche Wurzel der Bezeichnung angenommen, das zu muladí hispanisiert wurde. Muwallad (Plural: muwalladin, Wortbedeutung „Adoptierte“)[8] bezeichnete ursprünglich Personen mit arabischem und nichtarabischem Elternteil (zum Islam konvertierte Einheimische) und wurde später auch auf Nachkommen von anderen Eltern unterschiedlicher Herkunft wie Juden oder Christen angewandt. Im mittelalterlichen maurischen Spanien nannte man auch die (wegen mangelnder Priester) ungetauften Nachkommen einheimischer Christen, die per Gesetz automatisch Muslime wurden, zunächst häufig muwalladin. Somit stammte ein großer Teil der späteren Morisken im wiedereroberten Andalusien der Frühneuzeit von muladíes ab. Im 16. und 17. Jahrhundert nutzen die Spanier diesen Begriff dann gelegentlich auch, um Nachkommen von Europäern mit Indigenen zu bezeichnen.[8]
2. Die Real Academia Española führt das Wort mulato etymologisch auf mulo/mula (= Maultier) zurück, was eine Kreuzung zwischen Pferd und Esel bezeichnet und sich wiederum vom lateinischen Wort mūlus mit gleicher Bedeutung ableitet. Dieser Herleitung folgen der Duden, das Gros der deutschsprachigen Lexika sowie zahlreiche Wissenschaftler.[3][9] Die Verkleinerungsform muleto (Erstbeleg 1275)[8] bzw. mulato bezeichnete im Wortsinn ursprünglich ein junges männliches Maultier. Die auf die Analogie der „gemischten“ Abstammung des Maultiers abstellende Begriffsbildung bestätigt auch Joan Corominas als maßgeblicher moderner Etymologe der spanischen Sprache, der die erstmalige Verwendung des Begriffs mulato im Spanischen auf 1525 (in der weiblichen Form mulata 1602) datiert.[8]

## Verwendung des Begriffs
Besonders infolge einer Assoziation mit Maultier wird die Bezeichnung Mulatte heute abgelehnt, da der vermeintliche Vergleich mit einem Tier als erniedrigend empfunden wird. Früher wurde auch die These vertreten, Mulatten seien wie Maultiere unfruchtbar. Von manchen Personen wird Mulatte aber auch als Selbstbezeichnung verwendet.

## Geschichtliche Verwendung des Begriffs

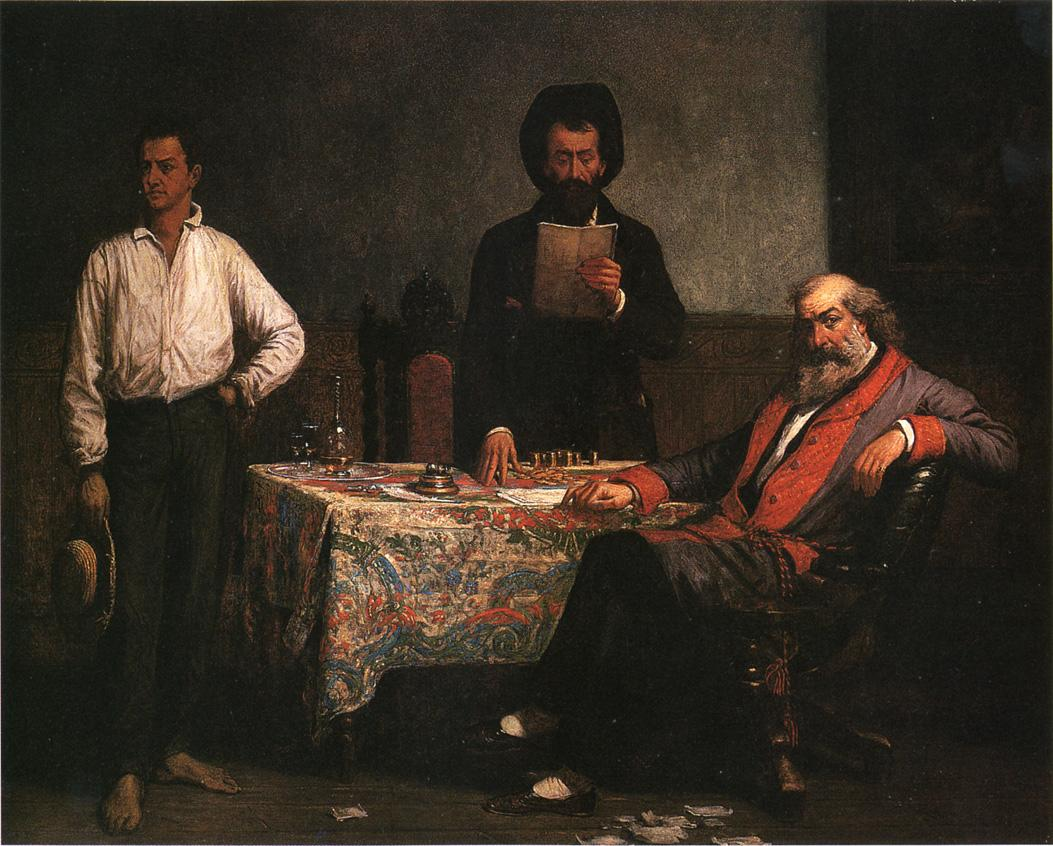
The Price of Blood, 1868 – heroische Darstellung eines „Mulatten“ in der US-amerikanischen Genremalerei des 19. Jahrhunderts

Der Begriff Mulatte wurde im System der Castas, in das die Menschen im spanischen Kolonialreich nach rassischen Kriterien eingeteilt wurden, wie auch im Sprachgebrauch der französischen und englischen Kolonien in Amerika sowie in den USA nur für die erste Generation der Nachkommen von Schwarzen und Weißen verwendet. Für weitere Generationen der Vermischung gab es eigene Bezeichnungen wie Quadroon und Octoroon.
Auch in den USA war die Bezeichnung Mulatte bis zum Aufkommen der sogenannten Eintropfenregel verbreitet, nach der jede Person mit einem schwarzen Vorfahren („einem Tropfen Blut“) als Schwarzer galt. Dieser Grundsatz ging in die Gesetzgebung ein und verbreitete sich im allgemeinen Bewusstsein der Bevölkerung. Infolgedessen wurden Mulatten ab 1930 im Zensus nicht mehr als eigene Bevölkerungsgruppe aufgeführt.
Obwohl die Eintropfenregel gesetzlich längst abgeschafft ist, ist sie im Bewusstsein der amerikanischen Bevölkerung sowohl bei Weißen als auch bei Afroamerikanern nach wie vor verankert. Menschen mit einem weißen und einem schwarzen Elternteil oder auch mit nur einem schwarzen Großelternteil werden in der Regel als black („schwarz“) angesehen. Ein generelles Bewusstsein für eine gemischte Abstammung nimmt erst seit den 1980er Jahren zu und der Zensus bietet nun auch die weitere Möglichkeit, sich als biracial („zweirassig“) oder multiracial („mehrrassig“) einzuordnen.

## Sonstige Quellen
1. ↑  Matthias Röhrig Assunção, Michael Zeuske: „Rasse“, Ethnitität und Sozialstrukturen im 19. Jahrhundert in Brasilien und Kuba. In: Zeitschrift für Sozialwissenschaften und Geschichte. Neue Folge. Band 24, 1998, S. 375–443.
2. ↑  Vgl. Eintrag im Duden, abgerufen am 4. August 2014.
3. 1 2 3  Susan Arndt: Kolonialismus, Rassismus und Sprache. Kritische Betrachtungen der deutschen Afrikaterminologie. Aufsatz, September 2004, S. 4 (von der Bundeszentrale für politische Bildung veröffentlicht)
4. ↑  Susanne Hartwig: Einführung in die Literatur- und Kulturwissenschaft Lateinamerikas. J. B. Metzler, Stuttgart 2018, ISBN 978-3-476-02657-6, S. 80.
5. ↑  Mulatte, der. In: Digitales Wörterbuch der deutschen Sprache. Abgerufen am 1. Mai 2025 (Molate [16. Jh.], Mullato, Mulate [17. Jh.], Mulatte [18. Jh.]).
6. ↑  Encyclopaedia of Islam, Leiden 1993.
7. ↑  Leopoldo Eguilaz y Yanguas (1886): Glosario de las palabras españolas (castellanas, catalanas, gallegas, mallorquinas, portugueses, valencianas y bascongadas), de orígen oriental (árabe, hebreo, malayo, persa y turco). La Lealtad, Granada 1886.
8. 1 2 3 4  Joan Corominas: Breve diccionario etimológico de la lengua castellana. 3., überarbeitete und verbesserte Auflage (1973), 13., unveränderter Nachdruck, Gredos, Madrid 2006, ISBN 978-8-42492-364-8, S. 407.
9. 1 2  Petra Schaeber: Die Macht der Trommeln. Dissertation an der FU Berlin, Juli 2003, S. 31 f.
10. ↑  Michael Reichelt: Judenapfel, Zigeunerschnitzel und Negerkuss – die Verwendung ethnischer Gruppenzuschreibungen bei Nahrungsmittelbezeichnungen. In: Hannah Dingeldein, Eva Gredel (Hrsg.): Diskurse des Alimentären – Essen und Trinken aus kultur-, literatur- und sprachwissenschaftlicher Perspektive. LIT Verlag, Berlin 2017, ISBN 978-3-643-13562-9, S. 126.
11. ↑  Stefanie Michels: Schwarze deutsche Kolonialsoldaten: Mehrdeutige Repräsentationsräume und früher Kosmopolitismus in Afrika. Transcript Verlag, Bielefeld 2015, S. 8f.